# Dasymys foxi
Dasymys foxi é uma espécie de roedor da família Muridae, encontrada apenas na Nigéria. Os seus habitats naturais são: savanas húmidas, campos de gramíneas de baixa altitude subtropicais ou tropicais sazonalmente húmidos ou inundados, pântanos e plantações. Está ameaçada por perda de habitat.